# Bosteels (броварня)
Brouwerij Bosteels — сімейна броварня, розташована у комуні Буггенхаут в Бельгії. Заснована у 1791 році, з того моменту і досі належить та управляється однією сім'єю, наразі сьомим поколінням. На броварні вариться три сорти пива: Tripel Karmeliet, DeuS та Pauwel Kwak.

## Історія
У 1791 році Еваріст Бостілс (нід. Evarist Bosteels) відкрив броварню у Буггенхауті. Відтоді заводом володіли та керували представники семи поколінь сім'ї: Джозеф, Марітн, Леон, Антуан, Іво та Антуан. Пивовари були тісно пов'язані з місцевою політикою. Так, Франс, син Джозефа, протягом 13 років займав посаду мера Буггенхаута. Антуан, дід Антуана Бостілса (нинішнього керівника), який управляв броварнею протягом півстоліття, також кілька разів призначався мером.

## Сорти пива

### Tripel Karmeliet
Tripel Karmeliet (нід. тріпель кармелітів) — пиво золотистого забарвлення з високим вмістом алкоголю (8,4% за об'ємом), розливається у пляшки об'ємом 0,33 та 0,75 л. Сорт вперше був зварений у 1996 році, при його виробництві використовується три зернові злаки: пшениця, овес та ячмінь.
Пиво вариться у відповідності до автентичного рецепту 1679 року, винайденого в монастирі кармелітів в Дендермонде.
У 2009 році пиво отримало перемогу у міжнародному конкурсі World Beer Awards, що призвело до збільшення попиту на нього на 30% вже в наступному році. З часом попит на Tripel Karmeliet збільшувався, тому в 2012 році Bosteels вимушена була розпочати варіння цього пива на броварні Brouwerij Van Steenberge в Ертвелде (додаткові 6 000 гектолітрів).

#### Нагороди
Tripel Karmeliet має кілька нагород міжнародних конкурсів:
- World Beer Awards 2008 — "найкращий ель світу", "найкращий пейл ель світу", "найкращий монастирський ель світу (білий)";
- World Beer Cup 2002 — срібло у категорії „Найкраще пиво бельгійського типу тріпель“;
- World Beer Cup 1998 — золото в категорії „Найкраще пиво бельгійського типу тріпель“.

### DeuS
DeuS, або, як його ще називають, Brut des Flandres (брют Фландрії), є „пивним шампанським“ з вмістом алкоголю 11,5%, розливається з 2002 року у пляшки об'ємом 0,75 л.
Спершу напій вариться на основі ячменю як традиційний бельгійський ель, однак після першого бродіння у нього додаються дріжджі іншого сорту, після чого DeuS проходить процес повторного бродіння. Подвійне бродіння триває близько місяця, після чого пиво перевозять в Еперне (муніципалітет у французькій Шампані), розливають у спеціальні пляшки та поміщають у погріб, де воно витримується щонайменше 12 місяців, проходячи процес третього бродіння. Після цього пляшки переміщують у пюпітр, де вони з горизонтального положення приймають вертикальне, поступовим обертанням кожні вісім годин навколо своєї осі. Дріжджі таким чином струшуються вниз до корка. Після закінчення бродіння дріжджі видаляють, а пляшки з пивом відправляють назад до Бельгії.
Пиво DeuS розливається у пляшки, які по формі ідентичні пляшкам для ігристого вина. Його рекомендується вживати виключно з келихів для шампанського, охолодженим до температури 2-4 °C.
Через використання у процесі виробництва DeuS'у великої кількості ручної праці, воно є одним із найдорожчих сортів пива у світі. Так, в Україні на початку 2015 року його можна було придбати за ціною 550 грн./пляшка.

### Pauwel Kwak
Pauwel Kwak — сорт бельгійського бурштинового елю міцністю 8,7%, вариться з 1980 року. Отримало свою назву, ймовірно, на честь шинкаря та пивовара 18-го століття Павеля Квака.
Як і в багатьох інших бельгійських сортів пива, для споживання Kwak'а існує спеціальний келих з власною характерною формою. Формою він нагадує скляну колбу з дном у формі півкулі, вставлену у дерев'яну підставку із ручкою, яка утримує його у вертикальному положенні. Представники Bosteels Brewery стверджують, що така форма келиха була розроблена Павелєм Кваком на початку 19 століття для кучерів поштових карет, яким заборонялось зупинятись на зупинках. Форма склянки з низьким центром маси утримує пиво внизу келиха, не дозволяючи йому розливатись при різких рухах, що дозволяє пити пиво в дорозі. Хоча саме пиво та келихи стали випускатись лише з 1980-х.

## Музей
На території броварні діє музей. Його відвідування дозволяється лише у складі груп по 20 чоловік. Вхідний квиток коштує 3,5 € (станом на початок 2015 р.), у його вартість входить також дегустація пива сортів Tripel Karmeliet та Kwak. Екскурсія триває близько 1,5 год.

## Цікаві факти
- У бельгійському місті Гент є таверна Dulle Griet [Архівовано 21 грудня 2014 у Wayback Machine.], в якій існує цікавий атракціон під назвою Max Kwak. Кожному його учаснику офіціант подає 1,5 літрову порцію пива Kwak в фірмовому келиху, а взамін забирає черевик клієнта. Взуття поміщають у спеціальну корзину, яку за допомогою мотузки підвішують до стелі закладу. Там черевик перебуває доти, доки його власник п'є пиво. Щоб повернути своє взуття, учасник атракціону повинен повністю випити пиво, не розбивши при цьому келих — хто не виконав ці умови, повертається додому напівбосий[6]. Біля витоків цієї гри стоїть звичайне прагнення зекономити, адже вартість келиха становить приблизно 50-60 €, а завдяки його цікавій формі завжди було вдосталь охочих винести келих за межі бару як сувенір. Тому у відвідувачів брали в заставу взуття. Хоча зараз це більше є даниною традиціям, адже вартість взуття знизилася.
- Bosteels заснована раніше та має довшу на 39 років історію, ніж сама держава Бельгія, яка утворилася в результаті Бельгійської революції у 1830 році[7].